# Palpada triangularis
Palpada triangularis là một loài ruồi trong họ Ruồi giả ong (Syrphidae). Loài này được Giglio-Tos mô tả khoa học đầu tiên năm 1892. Palpada triangularis phân bố ở vùng Tân Nhiệt đới